# Ksienija Swietłowa
Ksienija Swietłowa (hebr.: קסניה סבטלובה, ros.: Ксения Светлова, ang.: Ksenia Svetlova, ur. 28 lipca 1977 w Moskwie) – izraelska dziennikarka i polityk, w latach 2015–2019 poseł do Knesetu z listy Unii Syjonistycznej

## Życiorys
Urodziła się 28 lipca 1977 w Moskwie jako córka Swietłany i Igora. Po upadku Związku Radzieckiego w 1991 – wraz z matką i babką – wyemigrowała do Izraela. Zamieszkały w  Jerozolimie. Ukończyła studia bliskowschodnie na Uniwersytecie Hebrajskim – bakalaureat w 2000, studia magisterskie ze specjalizacją w islamie w 2006, w 2011 rozpoczęła na tej uczelni studia doktoranckie.
Specjalizuje się w sprawach arabskich. Od 2002 pracowała jako dziennikarka w rosyjskojęzycznej telewizji Israel Plus, od 2003 współpracowała z The Jerusalem Post jako analityczka. W czasie pracy dziennikarskiej przeprowadziła wywiady z wieloma palestyńskimi przywódcami z Jasirem Arafatem na czele. Jako reporterka odwiedziła m.in. Egipt i iracki Kurdystan. Poza rosyjskim i hebrajskim posługuje się angielskim i arabskim.
W wyborach parlamentarnych w 2015 po raz pierwszy i jedyny dostała się do izraelskiego parlamentu z listy Unii Syjonistycznej – czyli koalicji Partii Pracy i Ruchu (Ha-Tenu’a). W dwudziestym Knesecie zasiadała w komisji ds. absorpcji imigrantów i diaspory, przewodniczyła też kilku parlamentarnym lobby oraz międzyparlamentarnym grupom przyjaźni.
W kwietniu 2019 utraciła miejsce w parlamencie.

## Życie prywatne
Żyje w związku partnerskim z Anatolijem, mają dwie córki, mieszkają w Modi’in.